# 5.ª Flota (Japón)
La 5.ª Flota (第五艦隊 Dai-go Kantai?) fue una flota de la Armada Imperial Japonesa que sirvió en la segunda guerra sino-japonesa y la Segunda Guerra Mundial.

## Historia
La 5.ª Flota se creó el 1 de febrero de 1938 durante la segunda guerra sino-japonesa como parte del expansionismo japonés. Junto con la 4.ª Flota formó parte de la Flota del Área de China, quedando encuadrada en la 2.ª Flota Expedicionaria. 
Tras ser disuelta en 1939 fue nuevamente creada en 1941 para los preparativos de la entrada del Japón en la Segunda Guerra Mundial.